# Mark Carney
Mark Joseph Carney OC (n. 16 martie 1965, Fort Smith, Teritoriile de Nord-Vest, Canada) este un economist și politician canadian, care ocupă funcția de prim-ministru al Canadei din 14 martie 2025. Acesta a fost al 8-lea guvernator al Băncii Canadei din 2008 până în 2013 și al 120-lea guvernator al Băncii Angliei din 2013 până în 2020. În plus, a fost președintele Consiliului de Stabilitate Financiară din 2011 până în 2018.

## Biografie
Carney s-a născut în Fort Smith ( Teritoriile de Nord-Vest), și a crescut în Edmonton, Alberta. A absolvit cu o diplomă de licență în economie de la Universitatea Harvard în 1988, a continuat să studieze la Universitatea Oxford, unde a obținut o diplomă de master în 1993 și un doctorat în 1995. TImp de 13 ani, a deținut diverse roluri la Goldman Sachs, înainte de a se alătura Departamentului de Finanțe al Canadei în 2004 ca ministru adjunct senior. În 2007, Carney a fost numit guvernator al Băncii Canadei, unde a fost responsabil pentru politica monetară canadiană în timpul crizei financiare globale. A condus banca centrală canadiană până în 2013, când a fost numit guvernator al Băncii Angliei, unde a condus răspunsul băncii centrale din Regatul Unit la Brexit și la începutul pandemiei de COVID-19.
După mandatele sale de guvernator, Carney a fost președinte și șef al investițiilor de impact la Brookfield Asset Management și ca președinte al noului consiliu de administrație al Bloomberg L.P. A fost, de asemenea, trimis special al Organizației Națiunilor Unite pentru acțiune și finanțare climatică. Carney a fost mai târziu un consilier informal al primului ministru Justin Trudeau în timpul pandemiei de COVID-19 și, ulterior, președintele grupului de lucru pentru creștere economică a Partidului Liberal. El a demisionat din toate funcțiile în ianuarie 2025 pentru a candida la conducerea Partidului Liberal al Canadei.